# Gymnobela gracilis
Gymnobela gracilis é uma espécie de gastrópode do gênero Gymnobela, pertencente a família Raphitomidae.